# Coelorinchus formosanus
Coelorinchus formosanus és una espècie de peix de la família dels macrúrids i de l'ordre dels gadiformes.

## Morfologia
- Els mascles poden assolir 25 cm de llargària total.[5][6]

## Hàbitat
És un peix d'aigües profundes que viu entre 200-300 m de fondària.

## Distribució geogràfica
Es troba al sud del Japó i al mar de la Xina Oriental al voltant de Taiwan.